# Chapelle Notre-Dame-de-la-Sort
La chapelle Notre-Dame-de-la-Sort (en catalan : Mare de Déu de la Sort) est un édifice religieux situé à Saint-Laurent-de-Cerdans, dans le département français des Pyrénées-Orientales, en région Occitanie.

## Description
La chapelle prend la forme d'une croix latine, orientée vers le nord, dont le plafond de la nef est tenu par des voûtes en arcs brisés.

## Histoire
La chapelle Notre-Dame-de-la-Sort a été construite à partir du XVIe siècle, selon la légende, après une épidémie de peste dont Saint-Laurent-de-Cerdans a été miraculeusement épargné. Elle a été remaniée plusieurs fois depuis. La chapelle est associée aux miracles de guérison, aux XIXe siècle et XXe siècle, les soldats originaires du village invoquent Notre-Dame-de-la-Sort pour les préserver de la mort. Durant la Retirada, Jean Bousquet, curé de la paroisse, a maintenu la chapelle ouverte pour accueillir des réfugiés.